# Dokeos
Dokeos is een opensourcewebapplicatie voor e-learning en cursusbeheer, ook wel elektronische leeromgeving of teleleerplatform genoemd. Dokeos is geschreven in PHP en gebruikt MySQL als database. De functionaliteiten omvatten onder meer multimedia-content-authoring, SCORM-import, authoring en export, integratie van Hot Potatoes®-tests en het kopiëren van content naar andere cursussen. Het is beschikbaar in 30 talen, waarvan de vertaling soms niet compleet is. Nederlands is goed ondersteund, mede door het feit dat er zeer veel Dokeosontwikkelaars in België werken.

## Geschiedenis
Dokeos ontstond in 1999 aan de Université catholique de Louvain (Louvain-la-Neuve), onder impuls van hoogleraar filosofie Thomas De Praetere. Het is ontwikkeld vanuit Claroline,  en lag op zijn beurt aan de basis van het latere Chamilo. Vanaf 2004 begon Dokeos grotere bekendheid te genieten, en in juni 2008 verscheen versie 1.8.5.

## Het bedrijf
Dokeos.com is tevens een Belgisch bedrijf, opgestart door de oorspronkelijke ontwikkelaar van Dokeos. Dit bedrijf levert hosting, ondersteuning en services rond e-learning voor het Dokeos-platform. Het bedrijf geeft terug aan de gemeenschap door het betalen van verschillende ontwikkelaars.
Het hoofddoel van Dokeos is een gebruiksvriendelijk en flexibel systeem te zijn ter ondersteuning van goed leren en goed onderwijs.

## Open source
Dokeos is vrije software vrijgegeven onder de GPL. Daarnaast bestaat er ook uitgebreidere PRO-versie, die betalend is. 
Andere opensource-Learning Management Systems (LMS'en) zijn bijvoorbeeld Moodle, Chamilo en Sakai. LMS'en worden in het Nederlandse taalgebied veelal elektronische leeromgevingen (ELO) genoemd.